# Șkarivka, Bila Țerkva
Șkarivka (în ucraineană Шкарівка) este o comună în raionul Bila Țerkva, regiunea Kiev, Ucraina, formată numai din satul de reședință.

## Demografie
Componența lingvistică a comunei Șkarivka
     Ucraineană (98,56%)
     Rusă (1,44%)
Conform recensământului din 2001, majoritatea populației comunei Șkarivka era vorbitoare de ucraineană (98,56%), existând în minoritate și vorbitori de rusă (1,44%).